# Terra promessa (serie televisiva)
Terra promessa (Promised Land) è una serie televisiva statunitense in 73 episodi trasmessi per la prima volta nel corso di 3 stagioni dal 1996 al 1999. È uno spin-off della serie Il tocco di un angelo.

## Trama
La serie è incentrata sulla famiglia Greene, composta dai coniugi Russell e Claire Greene, dai loro figli Josh e Dina  e dal nipote Nathaniel, che, dopo la perdita del lavoro da parte di Russell, decidono di mettersi in viaggio con auto e roulotte, alla ricerca di una "terra promessa", aiutando durante il percorso gente in difficoltà e venendo coinvolti in numerose storie di personaggi locali di varie cittadine.

## Personaggi

### Personaggi principali
- Russell Greene (67 episodi, 1996-1999), interpretato da Gerald McRaney.
- Claire Greene (67 episodi, 1996-1999), interpretata da Wendy Phillips.
- Joshua "Josh" Greene (67 episodi, 1996-1999), interpretato da Austin O'Brien.
- Dinah Greene (67 episodi, 1996-1999), interpretata da Sarah Schaub.
- Nathaniel Greene (67 episodi, 1996-1999), interpretato da Eddie Karr.
- Hattie Greene (67 episodi, 1996-1999), interpretata da Celeste Holm.

### Personaggi secondari
- Lawrence "L.T." Taggert (16 episodi, 1998-1999), interpretato da Eugene Byrd.
- Shamaya Taggert (8 episodi, 1998-1999), interpretata da Kathryne Dora Brown.
- Margot Notewirthy (8 episodi, 1998-1999), interpretata da Ashleigh Norman.
- Bobbie Fitzgerald (7 episodi, 1998-1999), interpretata da Tinsley Grimes.
- Erasmus Jones (6 episodi, 1996-1998), interpretato da Ossie Davis.
- Tess (5 episodi, 1996-1998), interpretata da Della Reese.
- preside Peters (5 episodi, 1998-1999), interpretato da Michael Flynn.
- Ethan Palmer (4 episodi, 1996-1999), interpretato da Derrick Shore.
- Andrew (4 episodi, 1996-1998), interpretato da John Dye.
- dottoressa Rebecca Dixon (4 episodi, 1997-1998), interpretata da Suzzanne Douglas.
- Joe Greene (4 episodi, 1997-1998), interpretato da Richard Thomas.

## Produzione
La serie, ideata da Martha Williamson, fu prodotta da CBS Productions e girata nello Utah. Le musiche furono composte da Ray Colcord e Marc Lichtman.
L'episodio pilota fu girato nella primavera del 1996 con il cast di Il tocco di un angelo a conclusione della seconda stagione di quest'ultima serie. L'episodio pilota ha luogo principalmente nella città fittizia di Chickory Creek, nel Kentucky, ma le riprese furono girate a Springville, nello Utah. L'episodio fu poi rigirato nel luglio del 1996 con alcune sostituzioni nel cast (Celeste Holm sostituì Peg Phillips nel ruolo di Hattie Greene).

### Registi
Tra i registi della serie sono accreditati:
- Victor Lobl (13 episodi, 1996-1999)
- Stuart Margolin (8 episodi, 1997-1999)
- Burt Brinckerhoff (6 episodi, 1996-1997)
- Alan J. Levi (5 episodi, 1997-1999)
- Jim Johnston (4 episodi, 1996-1997)
- Gene Reynolds (4 episodi, 1996-1997)
- Terrence O'Hara (4 episodi, 1997-1998)
- Sandor Stern (4 episodi, 1997-1998)
- Timothy Van Patten (3 episodi, 1996-1998)
- Vincent McEveety (3 episodi, 1996-1997)
- Michael Schultz (3 episodi, 1996-1997)
- Larry Lipton (3 episodi, 1997-1999)
- Michael Ray Rhodes (2 episodi, 1996-1997)
- Martha Mitchell (2 episodi, 1998-1999)
- Robert Visciglia Jr. (2 episodi, 1998-1999)

## Distribuzione
La serie fu trasmessa negli Stati Uniti dal 1996 al 1999 sulla rete televisiva CBS. In Italia è stata trasmessa su Canale 5 dal 1998 con il titolo Terra promessa.
Alcune delle uscite internazionali sono state:
- negli Stati Uniti il 17 settembre 1996 (Promised Land)
- in Ungheria il 18 aprile 2001
- in Germania il 27 agosto 2002 (Ein Wink des Himmels)
- in Finlandia (Luvattu maa)
- in Italia (Terra promessa)[7]

## Episodi
| Stagione         | Episodi | Prima TV USA | Prima TV Italia |
| ---------------- | ------- | ------------ | --------------- |
| Prima stagione   | 24      | 1996-1997    | 1998            |
| Seconda stagione | 23      | 1997-1998    | 1999            |
| Terza stagione   | 22      | 1998-1999    | 2000            |